# 白蛇传 (2006年电视剧)
《白蛇传》是中国央视国际总公司、央视电视剧中心和杭州电视台联合拍摄的一部基于民间传说《白蛇传》的情感题材神话电视连续剧，由冯媛、蒋媛编剧，吴家骀执导，李功达制片，于2004年5月至9月间拍摄。该剧正式版本共30集，首播是在央视电视剧频道，2006年5月1日至2006年5月10日每晚19:30~22:00档。
这部剧集保留民间传说《白蛇传》中大部分基本人物和重要情节元素，但是对整个故事进行重新创作。故事围绕着人间的各种情感展开，其中着重描写许仙和白素贞的爱情。
该剧原有48集，经剪辑后为30集，剧中有些情节（如盗无情草等等）前后不够连贯，有些场景缺乏过渡，这些应归咎于剪辑后缩减的原因。

## 演员表
| 角色       | 演员                  |
| 白素贞     | 刘涛                  |
| 许仙       | 潘粤明                |
| 小青       | 陈紫函                |
| 法海       | 刘小峰                |
| 连翘       | 刘希媛/幼年时期：叶子 |
| 八两       | 谢宁                  |
| 十天       | 史良                  |
| 白府管家   | 田二喜                |
| 月老       | 李丹军                |
| 观音       | 刘佳                  |
| 钱掌柜     | 石小满                |
| 杜仲       | 胡安                  |
| 小七哥     | 梁斌                  |
| 许娇容     | 付靖雯                |
| 李公甫     | 黄力                  |
| 老主持     | 王林                  |
| 如花       | 谢晶晶                |
| 似玉       | 杨御                  |
| 魔道圣君   | 石磊                  |
| 小三       | 李嘉曦                |
| 红姑       | 马一宁                |
| 俞七郎     | 靳德茂                |
| 游方道士   | 刘天锡                |
| 华阳真人   | 刘天锡                |
| 老人参精   | 李献琦                |
| 南极仙翁   | 王旭平                |
| 卦婆婆     | 陈珂                  |
| 筷子婆     | 梦雪                  |
| 筷子公     | 阳光                  |
| 店小二     | 尹明                  |
| 九尾狐狸精 | 孙晓燕                |
| 李公子     | 张仲兴                |
| 李贵       | 潘跃明                |
| 鹤仙       | 张艳                  |
| 鹿仙       | 贺炜宁                |
| 小狐狸精   | 周璐瑶                |
| 小豆子     | 陈天一                |
| 小人参精   | 刘子龙                |

## 用语集
半步多
魔道
火符内丹
白乙剑
青虹剑

## 剧组人员
- 出品人：李培森、马润生、王玉明
- 总策划：邹庆芳、程春丽、王建
- 总监制：李汀、杨志毅、於敏
- 编剧：冯媛、蒋媛
- 责任编辑：阮丹娣
- 监制：张大勤、张林林、许辉
- 策划：李治安、曾静生、李功达
- 技术监制：李清水、贾开宸
- 武术导演：元彬（中国香港）
- 摄像：才惠民、李丹奇、张振东
- 摄像助理：陈刚、高峰、张振波
- 美术设计：张鹏
- 造型设计：韩笑
- 灯光设计：董进来
- 剪辑：苏庆仪、张亚
- 录音：苗青、赵静、林倩
- 作曲：张亚东
- 音乐编辑：沈端
- 场记：希腊、韩洁
- 执行制片人：王旭平
- 制片人：李功达
- 导演：吴家骀（台湾）
- 执行导演：靳德茂、黄力
- 剧照：刘金全
- 总发行：中国国际电视总公司、中国广播电影电视节目交易中心
- 联合拍摄：中央电视台中国电视剧制作中心、中国国际电视总公司节目代理部、中国广播电影电视节目交易中心、杭州电视台
- 制作许可证：甲第001号
- 版权号：（央）剧审字（2005）第029号

## 歌曲
片头曲
《爱在人间》
作词：化方 作曲：张亚东 演唱：满文军
片中曲
《爱上你》
作词：化方 作曲：张亚东 演唱：刘涛
片尾曲
《今生你作伴》
作词：化方 作曲：张亚东 演唱：陈慧琳

## 关联商品

### DVD
- 《白蛇传》经济版HDVD-5 （4碟装 2006年出版发行） ISRC CN-A03-06-319-00/V.J9
- 《白蛇传》高清晰珍藏版DVD-5 （10碟装 2006年出版发行） ISRC CN-A03-06-319-00/V.J9

## 评论
一般的观点认为：
- 《白蛇传》各方面都有不足的地方，特别后期情节发展过快（删减过多），但是也有许多轻松搞笑、细致感人的情节，具有可看性。

批评该剧的人主要认为：
- 《白蛇传》背离了原有的民间传说基础，以《新白娘子传奇》作为基准参照，改编过于夸张，情节不合理。[3][4]
- 《白蛇传》的人物造型太现代化，例如角色小青的着装太过于暴露。[5][6][7][8]
- 《白蛇传》有多处剧情模仿类似的题材先前作品。[9]
- 《白蛇传》对影片的剪辑过于频繁，有些地方牛头不对马嘴。
- 《白蛇传》第一集中有人头暴露在镜头中。

支持该剧的人主要认为：
- 《白蛇传》歌颂了人间真情真义，表达了对反人性的天条天规的抗争，具有进步意义。
- 《白蛇传》成功塑造了新的白素贞、许仙乃至小青、法海等众角色形象，较以前各版更加人性化、立体化。
- 《白蛇传》对爱情、亲情、友情进行了深入地探讨，感人至深，是一个亮点。[10]
- 《白蛇传》，不管从剧情创作上还是从思想内涵上，都是一个创新，在这部剧中，主要表现了“人间有情”的基调，这个情，指的是人与人之间的关系，既包含许仙与白娘子之间的爱情，同时也包含八两与许仙之间的友情，白娘子与小青之间的姐妹之情，还有八两与连翘之间的父女之情，它揭示了人与人之间的关系对于一个人的自身存在的重要意义，一个人假如没有了感情，即便具备人体的生理结构，也有入魔的可能，因为它失去了社会性。保留了人性中的“性”而失去了“伪”。

## 作品的變遷
| 中央电视台电视剧频道 黄金强档剧场 周一至日 19:30 - 22:30 3集连播 | 中央电视台电视剧频道 黄金强档剧场 周一至日 19:30 - 22:30 3集连播 | 中央电视台电视剧频道 黄金强档剧场 周一至日 19:30 - 22:30 3集连播 |
| ---------------------------------------------------------------- | ---------------------------------------------------------------- | ---------------------------------------------------------------- |
|                                                                  | 白蛇傳 (2006.05.01 - 2006.05.10)                                 |                                                                  |
| 红领章 (2006.04.23 - 2006.04.30 )                                | 病案追踪 (2006.05.11 - 2006.05.20)                               |                                                                  |

| 八大娛樂K台 周一至日 15:00 - 17:00 | 八大娛樂K台 周一至日 15:00 - 17:00 | 八大娛樂K台 周一至日 15:00 - 17:00 |
| ---------------------------------- | ---------------------------------- | ---------------------------------- |
|                                    | 白蛇傳 (2013.05.12 - 2013.05.24)   |                                    |
| 推奴 (2013.04.26 - 2013.05.11)     | 寶蓮燈 (2013.05.25 - 2013.06.10)   |                                    |

| 八大第一台 週六至週日16:00～18:00    | 八大第一台 週六至週日16:00～18:00 | 八大第一台 週六至週日16:00～18:00 |
| ------------------------------------ | --------------------------------- | --------------------------------- |
|                                      | 白蛇傳 （2014.03.16 - ）          |                                   |
| 八仙過海 （2014.01.04 - 2014.03.15） | —                                 |                                   |